# Emeishan (città)
Emeishan (峨眉山市S, Éméishān ShìP) è una città-contea della Cina, situato nella provincia di Sichuan e amministrato dalla prefettura di Leshan.